# Hermann III. von Kottenheim
Hermann III. von Kottenheim (seltener auch nur Hermann III.; * wohl in Kottenheim, heute Markt Nordheim; † 1447 in Heilsbronn) war von 1430 bis 1437 Abt des Zisterzienserklosters in Ebrach.

## Leben
Hermann III. von Kottenheim wurde in der zweiten Hälfte des 14. Jahrhunderts oder im ersten Viertel des 15. Jahrhunderts geboren. Geburtsort war wohl der Ort Kottenheim bei Markt Nordheim im heutigen Mittelfranken, wo seine Familie ihren Stammsitz hatte. Die Namen der Eltern des späteren Abtes sind in den Quellen nicht erwähnt, auch etwaige Geschwister werden nicht genannt. Kottenheim trat wahrscheinlich bereits mit jungen Jahren in das Kloster Ebrach im Steigerwald ein.
Hier stieg er zunächst innerhalb des Konventes auf. Zunächst war er Provisor in Nürnberg und verwaltete den dortigen Ebracher Klosterhof. Abt Bartholomäus Fröwein entsendete im Jahr 1429 Hermann zum Konzil von Basel. Außerdem wurde der Mönch von seinem Prälaten oft nach Böhmen geschickt, um die Zisterzienserklöster in diesem Gebiet zu visitieren und den Austausch zur Abtei zu fördern.
Nach dem Tod des Bartholomäus Fröwein im Jahr 1430, wählte der Ebracher Konvent Hermann zum neuen Abt Hermann III. Nach seiner Wahl erhielt der junge Prälat vom Generalkapitel der Zisterzienser eine Befreiung von der Kurientaxe, die noch sein Vorgänger hatte zahlen müssen. Auch der Generalabt und der Apostolische Stuhl bestätigten diese Befreiung. Im Jahr 1437 resignierte Hermann III. und lebte fortan im Klosterhof in Nürnberg. Kurz vor seinem Tod besuchte er Kloster Heilsbronn und verstarb hier 1447.